# Палаточный протест в Израиле (2011)
Палаточный протест (ивр. מחאת הדיור или מחאת הנדל"ן или מחאת האוהלים‎) — ряд уличных демонстраций в Израиле, происходивших по всей стране с 14 июля 2011 года. Акции протеста начались в результате действия группы протеста в Facebook, которая привела сотни протестующих в палаточный лагерь в центре Тель-Авива на бульваре Ротшильда. Вскоре акция начала набирать обороты, привлекла внимание средств массовой информации, и вывела в общественный дискурс в Израиле относительную дороговизну стоимости жилья и высокие расходы на проживание.
Вскоре после этого протесты распространилась на многие другие города Израиля, и тысячи протестующих установили палатки на центральных улицах в крупных израильских городах как средство протеста. Протестующие выступали против взвинчивания цен на жильё в Израиле, особенно в крупных городах Израиля. Возможно, протест был вдохновлен «арабской весной».
В январе 2013 года Дов Ханин, депутат кнессета от левой арабо-еврейской партии ХАДАШ, сообщил, что социальный протест 2011 года был «секретным стратегическим проектом» его партии.

## Предыстория
Протесты были инициированы 25-летней Дафни Лиф. По данным СМИ, она была вынуждена освободить квартиру в центре Тель-Авива из-за капитального ремонта, и обнаружила, что цены на аренду квартиры в районе Тель-Авива невероятно высоки. Лиф разбила палатку на площади Габима в Тель-Авиве, и открыла страницу протеста в Facebook, на которой она предложила всем присоединиться к её протесту. В ответ демонстранты собрались на улицах вокруг бульвара Ротшильда в Тель-Авиве, а затем также на площади Сион в Иерусалиме.
Первоначальная цель протестов заключалась в повышении осведомленности общественности и пробуждении внимания чиновников к высокой стоимости жилья. Организаторы демонстрации в Тель-Авиве обещали работать с членами Кнессета и другими официальными лицами, чтобы поощрять принятие законодательства, направленного на защиту арендаторов квартир в Израиле.

## Хроника протестов

### 14-22 июля 2011

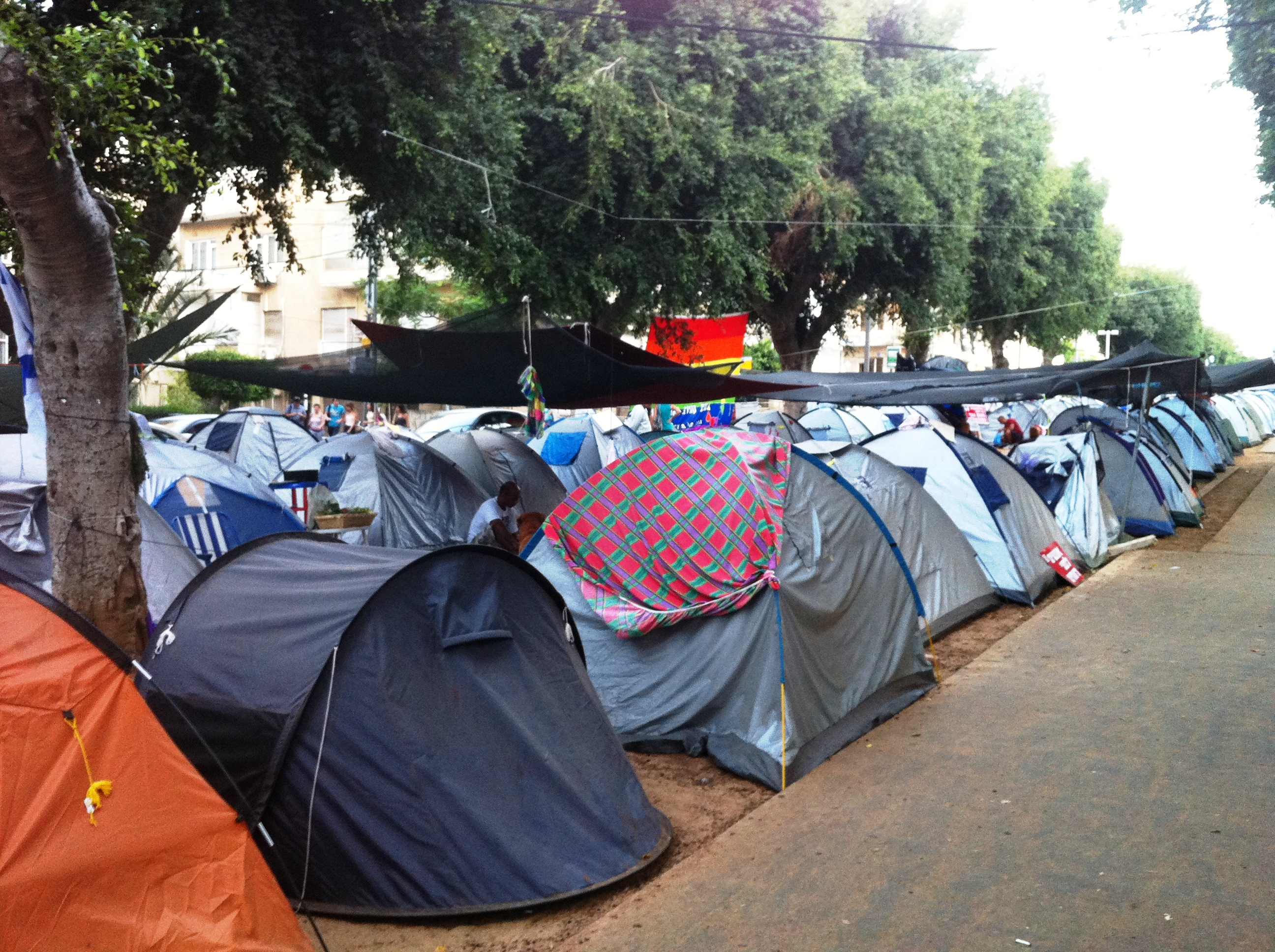
Палатки протестующих на бульваре Ротшильда в Тель-Авиве, 21 июля 2011 год

- 14-15 июля — около 50 палаток были разбиты на бульваре Ротшильда в центре Тель-Авива, и около 20 палаток в центре Иерусалима. Палаточный лагерь в бульваре Ротшильда вырос до нескольких сотен человек.
- 16 июля — Национальный союз израильских студентов присоединились к протестам.
- 17 июля — движение Хашомер Хацаир присоединился к акции протеста. Член кнессета Илан Гилон из Мерец и Нино Абесадзе из Кадимы присоединился к протестам на одну ночь. Кроме того к акции протеста присоединились многие израильские артисты.
- 19 июля — студенты поставили палатки за пределами стен Старого города в Иерусалиме рядом с торговым центром «Мамилла». Студенты просили у муниципалитета Иерусалима, разрешения установить там палаточный городок, но просьба была отклонена городскими властями, потому что они опасались, что это может нанести ущерб туризму. Тем не менее, городские власти объявили о своей поддержке протестующих.
- 20 июля — протесты достигли города Эльад с преимущественно ортодоксально-религиозным населением, где несколько десятков протестующих собрались у въезда в город в знак протеста против высоких цен на аренду. В Ашдоде демонстранты разбили шесть палаток. В Кирьят-Шмона десятки молодых людей заблокировали перекрестки в городе. Чарли Битон, бывший лидер израильского движения Чёрные пантеры, присоединился к лагерю протеста в Иерусалиме, чтобы выразить свою поддержку.
- 21 июля — группа студентов устроила протест в центре Тель-Авива, блокируя перекрёстки возле штаб-квартиры министерства обороны, а также организовала сидячую забастовку в строящемся здании на улице Дизенгоф. Демонстранты поднялись на крышу здания, и повесили плакаты с требованием доступного жилья[10].

### 23 июля 2011 (акция протеста в Тель-Авиве)
Вечером 23 июля тысячи демонстрантов приняли участие в митинге в центре Тель-Авива в районе палаточного городка на бульваре Ротшильда. После митинга начался массовый марш от палаточного городка (площадь Габима) к Тель-Авивскому музею искусств, где прошёл ещё один основной митинг. По данным полиции, более 20 тысяч человек приняли участие в акции протеста.
После митинга протестующие заблокировали перекрёсток улиц Ибн Гебироль и Дизенгоф в знак протеста против того, что полиция арестовала одного из митингующих. Когда полиция попыталась их оттеснить, толпа стала выкрикивать лозунги в поддержку полицейских. Демонстранты стали объяснять полицейским, что и те не могут позволить себе нормальное жилье на свои зарплаты и призвали полицейских потребовать для себя права создавать профсоюзы (израильский закон запрещает полицейским создавать собственный профсоюз).
Полиция разогнала демонстрацию, арестовав 43 демонстрантов и задержав около 200. При разгоне использовалась конная полиция. Протестующие пытались направиться к полицейскому участку и провести там митинг поддержки с арестованными, однако полиция пресекла это намерение.

### 24 июля — 3 августа
- 24 июля — более чем 1000 демонстрантов в Иерусалиме направились к Кнессету. Демонстрации сопровождались серьёзными нарушениями движения, и прошла мимо официальной резиденции премьер-министра. Один демонстрант был арестован после попытки войти в Кнессет. В тот же день премьер министр Биньямин Нетаньяху заявил, что он встретится с организаторами протеста в течение недели, чтобы найти «решения жилищных проблем для молодых пар и ветеранов ЦАХАЛ».
- 25 июля — демонстранты блокировали дороги в Иерусалиме, Тель-Авивe, Хайфe, Рош-Аин. Демонстрации прошли в Беэр-Шеве и Ришон ле-Ционе.
- 26 июля — премьер-министр Биньямин Нетаньяху объявил о новых жилищных программах, направленных на устранение нехватки жилья в Израиле и на поддержку студентов. Протестующие отклонили план, не отвечающий их требованиям, и заявили, что протесты будут продолжаться.

Национальный союз израильских студентов выпустил заявление, приветствующее план, но объявив, что они будут продолжать акции протеста. Во время пресс-конференции, где премьер-министр Нетаньяху объявил о новом плане, около пятидесяти активистов устроили акцию протеста перед офисом премьер-министра. В парламенте члены Авода и Кадима подвергли план критике. Председатель оппозиции Ципи Ливни из Кадимы заявила, что Нетаньяху «убирает палатки, а не строит дома», и что «он не понимает, что проблема не техническая, а фундаментальная. Средний класс должен быть освобождён от бремени, и поэтому национальная политика должна быть изменена. Маргинального решения не достаточно». Позднее, около 700 протестующих собрались в парке Хаим Хайфа для митинга. После митинга, некоторые демонстранты пытались блокировать соседнюю улицу, и полиция арестовала семерых. Аналогичный митинг состоялся в квартале Тиква в Тель-Авиве, и улица Эцель была частично заблокирована. В Ашдоде сотни жителей провели демонстрации на улицах.
- 27 июля — студенты в Тель-Авиве прошли от лагеря палаток на бульваре Ротшильда к правительственным зданиям в красных рубашках и ударяя палками по мусорным бакам. В Иерусалиме около 150 протестующих, в основном студенты и общественные деятели, прошли к одной из частных квартир премьер-министра Нетаньяху, и объявили, что они «выставляют её на продажу», так как она не используется. В течение маршрута протестующие нарушили движение несколько раз, и на несколько минут заблокировали дорогу, ведущую к официальной резиденции премьер-министра; полиция создала блокпосты, чтобы предотвратить заход активистов на резиденцию. Во время прогулки демонстрантов сопровождали полицейские.

Арабские граждане Израиля присоединились к протестам; жители арабского города Бака аль-Гарбие создали палаточные лагеря и выставили лозунги протеста около палаток. Члены общественного комитета города и местного молодёжного движения, а также арабские депутаты Кнессета Джамаль Захалка и Мухаммед Бараке приняли участие в протесте.
Между тем, власти начали принимать меры по демонтажу палаточного лагеря. В Беэр-Шеве полиция разогнала протестующих, которые разбили палатки перед зданием муниципалитета города. В Нетании организаторы протеста утверждали, что власти пытаются выселить их из палаточного городка напротив роскошных многоэтажек в престижном районе. В Тель-Авиве в лагерь из 15-ти палаток в Парк Левинский прибыли муниципальные инспекторы, и раздали распоряжения о выселении, которые утверждали, что установка палаток в городском парке без разрешения незаконна.
- 28 июля — тысячи израильских родителей приняли участие в «марше колясок» по Израилю, протестуя против того, что они считают высокой стоимостью воспитания ребёнка в Израиле. В частности, демонстранты протестовали против преувеличенных сборов, взимаемых в детских садах, а также высоких цен на основные продукты младенцев и детей. Родители провели демонстрацию с колясками, привязав к ним жёлтый воздушный шарик; многие из них были с детьми. Основной митинг протеста состоялся в Тель-Авиве, где более 4000 человек приняли участие. Около 600 других прошли в Раанане, 300 в Хайфе, с протестами происходят демонстранты также в Йехуде, Нес-Ционе, Кфар Сабе, Ашдоде и Ришон Ле-Ционе. В Иерусалиме протестующие против дороговизны жилья присоединились к ежегодному гей-параду. Тысячи людей участвовали в параде, который начался в Парке Независимости и направился в сторону Кнессета. Полиция обеспечивала безопасность демонстрации, и арестовала хасидов, пытавшихся бросить «вонючие бомбы» в демонстрантов. Около 20 ультра-ортодоксальных и правых активистов протестовали против марша.
- 30 июля — вечером, прошли массовые демонстрации в Иерусалиме, Хайфе, Беэр-Шеве, Ашдоде, Ашкелоне, Модиине, Раанане, Назарете и других городах страны.

Вышедшие на улицу требуют снижения налогов, цен на жилье и обеспечения минимума социальных нужд молодых семей и «социальной справедливости для каждого».
По предварительным подсчетам на улицы Тель-Авива вышли более 60 тысяч человек.
В Тель-Авиве, на площади Габима, прошёл массовый митинг, выступили известные израильские певцы и политики.
Иерусалиме около резиденции премьер-министра, по подсчётам полиции собралось до семи тысяч человек. Во всех израильских городах демонстранты держали плакаты «Биби, отправляйся домой». В то же время организаторы акции протеста утверждают, что демонстрация не имеет политической окраски и является социальным, а не политическим протестом .
- 31 июля. Организаторы «палаточного» протеста призвали главу правительства Биньямина Нетаниягу срочно встретиться с ними:

Мы предупреждаем, что в случае, если ты в ближайшую среду в Кнессете выдвинешь на голосование законопроект о национальной комиссии по жилью, то все израильское общество выйдет на улицу и покажет, что такое гражданский протест, который в конце прошлой недели был всего лишь его маленькой частью.
- 1 августа. Председатель федерации профсоюзов («Гистадрут») Офер Ини выступая в эфире радиостанции «Галей ЦАХАЛ» заявил, что не позволит оскорблять премьера, и добавил, что свержение правительства Нетаниягу не является целью протеста. «Здесь не Египет, и не Сирия!», — заявил он. Кроме того, выборы стоят очень дорого, и это опять ударило бы по народному карману. Так как акция стала напоминать попытку спровоцировать государственный переворот, а не борьбу за социальную справедливость, как это декларировалось изначально, представители студенческих организаций также решили не подписываться под подобной постановкой вопроса. По их мнению, бунтовщики бунтуют ради самого процесса, и в их намерения не входит действительно прийти к соглашению с правительством[14].
- 3 августа. Лидерами палаточных лагерей протеста в координации с социальными организациями и студенческими объединениями выдвинут список требований. Список разделен на четыре части — налоги, жилье, образование и другие темы.

В области налогов протестующие среди прочего требуют снижение НДС, введение налога на крупное наследство, увлечение дополнительной планки налога для получателей особо больших зарплат, введение подоходного налога на доходы с инвестиций.
Для решения жилищной проблемы протестующие требуют ввести государственную регуляцию рынка и условий аренды недвижимости, создания фонда доступного жилья (обязав застройщиков строить часть квартир в новых проектах по доступную аренду), смягчение критериев для получения гос.субсидии для получения ипотеки.
Другие требования касаются введения всеобщего бесплатного образование и воспитательных учреждений с возраста 3 месяцев, повышения минимальной зарплаты до 50 % от средней, увеличения финансирования здравоохранения, остановки процесса приватизации.
Требования вызвали противоречивую реакцию, и некоторые комментаторы в израильских газетах считают, что многие требования неприемлемы, нереальны для выполнения или просто нелепы.

### 6 августа

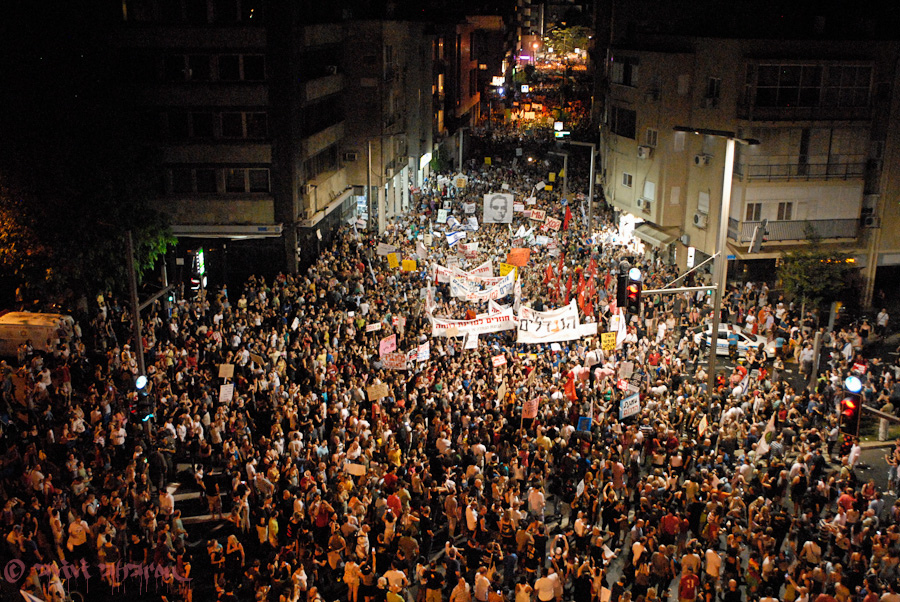
Массовая демонстрация в Тель-Авиве 6 августа 2011 года

Демонстрации, прошедшие в Тель-Авиве, Иерусалиме, Хайфе, Хадере, Раанане, Кирьят-Шмоне и других городах страны, собрали от около 200 до 330 тыс. человек. В одном только Тель-Авиве в демонстрации под лозунгом «Народ требует социальную справедливость» участвовало, по разным данным, от 150 (по данным полиции) до 300 тысяч человек (организаторы и СМИ), что стало одной из крупнейших демонстраций в истории Израиля. Сцена для выступающих на митинге была расположена у комплекса министерства обороны (Кирья), но в результате огромного скопления людей многие тысячи демонстрантов не смогли приблизиться к району, где она располагалась. На демонстрации выступали известные израильские певцы, включая Шломо Арци, Риту, Иудит Раввиц и других.
Выступая перед демонстрацией, председатель Израильского союза студентов Ицик Шмули сказал, обращаясь к премьеру Израиля Б. Нетаньяху: «Мы больше не стесняемся сказать, что нам тяжело, мы хотим дом в котором мы могли бы жить без того, что бы становиться его рабом на весь остаток жизни, мы хотим работать на приличной работе за честное вознаграждение».
В Иерусалиме в демонстрации у резиденции главы правительства участвовало около 28 000 человек.
На демонстрации также присутствовала небольшая группа молодых русскоговорящих израильтян, которые откровенно потешались над происходящим. На транспарантах было написано: «Ле коль эхад магиа iPhone» (каждому полагается по iPhone), «Убей бобра, спаси дерево», «Идиотизм: connecting people», «Я не борюсь с перхотью, я опережаю её», «Ударим наркоманией по проституции!», «Будьте реалистами! Требуйте невозможного!», «Сделай загадочное лицо, дура!».

### 13 августа
- 13 августа были организованы демонстрации в периферийных городах Израиля (Хайфа, Афула, Беер-Шева, Эйлат и др.) В общей сложности в демонстрациях приняли участия около 70 тысяч человек. Демонстрации проходили под лозунгом «Периферия тоже может». В рамках демонстраций выступали известные израильские музыкальные группы и певцы[24][25].

### 20-27 августа
- 20 августа. В связи с террористическими нападениями на юге Израиля, произошедшими 18 августа, и ракетными обстрелами из Сектора Газа, большая демонстрация намеченная на 20 августа для проведения в Иерусалиме была отменена организаторами. В Тель-Авиве протестующими была проведена «демонстрация молчания», в которой приняли участие 4000 человек. Демонстранты несли свечи в память о погибших и провели минуту молчания. На демонстрации произошли столкновения между сторонниками партии ХАДАШ, выкрикивающими «Евреи и арабы отказываются быть врагами» и группой других демонстрантов, которые кричали им «Предатели!». Так же демонстрация произошла в городе Кирьят-Шмоне, в ней участвовало 1000 человек[26]. Несмотря на обстрелы, палаточные городки на Юге страны остались на своих местах[27].
- 22 августа. Десятки протестующих, в сопровождении некоторых лидеров протеста, заняли пустующее здание в Тель-Авиве. Таким образом они выразили протест против бездействия Тель-Авивского муниципалитета, который не перестраивает это здание под жильё для молодёжи. На следующий день демонстранты были выдворены полицией[28].

Инспекторы муниципалитета Тель-Авива в результате рейда выявили на улице Ротшильд десятки пустующих палаток. По всеми признакам в них никто не живёт. Инспекторы засняли пустые палатки на фотокамеру. Снимки послужат юридическим основанием к сносу палаток, если из мэрии поступит такое распоряжение.
- 26 Августа. Около тысячи человек вышли на демонстрацию в Йерухаме[30].
- 27 Августа. От 10[31][32] до 20[33] тысяч вышли на демонстрации в Тель-Авиве, и около 5000 в Иерусалиме. Сравнительно малые демонстрации прошли в также на севере Израиля и в Ришон ле-Ционе.

### 3 сентября
На демонстрациях 3-го сентября в разных городах Израиля собралось от 350 до 450 тысяч человек, в том числе на площади ха-Медина в Тель-Авиве, по разным оценкам, от 120 до 300 тысяч человек.
На эту демонстрацию также были приглашены популярные певцы Шалом Ханох и Эяль Голан. Ряд источников назвал эту демонстрацию «самой массовой за всю историю Израиля».

### 6-7 сентября
- Представители мэрии посещают палаточный городок в Тель-Авиве, и начинается частичная эвакуация палаток. В Тель-Авиве напротив мэрии проходят митинги, сопровождающиеся столкновениями с полицией; более 30 демонстрантов были задержаны[38][39]. Впоследствии Мэрия принесла извинения за насилие, проявленное во время демонстрации, о пообещала вернуть имущество, взятое из палаток[40].

### 2012
Летом 2012 года протесты возобновились.

## Реакция правительства на протест
Премьер министр Израиля Биньямин Нетаньяху первоначально заявил, реагируя на протест, что он знает о кризисе, и, что «Правительство работает над тем, чтобы излечить болезнь, которая преследует нас многие годы. Мы маленькая страна, спрос велик, а квартир мало. Помогите мне провести реформу Израильского земельного Управления». Нетаньяху так же пояснил, что «пройдет от года до трех лет, прежде чем будет виден результат».

### Жилищный план правительства, обнародованный 26 июля
26 июля Нетаньяху объявил о новом жилищном плане, который должен включать значительные поощрения для застройщиков, строящих малометражные квартиры, квартиры предназначенные на аренду и жилье для студентов. Согласно плану в течение последующих 2-х лет на жилищном рынке в Израиле должно появиться 50.000 новых квартир. План должен позволить застройщикам приобретать землю у Израильского земельного Управления на 50 % дешевле, в том случае, если они соглашаются строить малометражные квартиры. Другие застройщики должны будут сдавать как минимум 50 % квартир в новых домах на срок как минимум 10 лет (рента должна составлять 30 % от рыночной цены). Оставшиеся 50 % квартир они смогут продать по рыночной цене.
Те застройщики, которые захотят построить общежития для студентов, смогут получить землю бесплатно, но должны будут сдавать квартиры в общежитиях по установленной государством цене в течение 20 лет. План Нетаньяху так же предусматривает создание шести национальных жилищных комитетов, которые могли бы утверждать строительные проекты без бюрократических проволочек. Полномочия этих комитетов будут пересматриваться каждые полтора года. Нетаньяху так же заявил, что правительство будет способствовать строительству 10.000 единиц жилья для студентов и субсидирует транспортные расходы для студентов, чтобы позволить им искать жилье в удаленных от университетов местах.

### Комитет Трахтенберга
8 августа Нетаньяху назначил комитет с целью выявить и предложить решения израильских социально-экономических проблем. Целью комитета являются консультации с «разными группами и секторами общества» и последующее предоставление предложений социально-экономическому кабинету в израильском правительстве, возглавляемому министром финансов Ювалем Штайницем.
Комитет состоит из 14 человек, 10 из которых являются членами правительства или другими должностными лицами. Комитет возглавляет профессор Мануил Трахтенберг, глава Комитета Совета высшего образования по планированию и бюджету.

## Организации и известные личности, присоединившиеся к протесту
Организации и известные личности, присоединившиеся к протесту
- «Национальные левые»
- Союз израильских студентов
- Новый Израильский фонд — некоммерческая организация, борющаяся за демократические изменения в Израиле и за социальную справедливость
- Им Тирцу
- Бней Акива
- Ха-шомер ха-цаир
- Маавак Социалисти
- Раввины за права человека
- Израильский филиал организации «Врачи за права человека»
- Хадаш
- Мерец
- Мэр Тель-Авива Рон Хульдаи[48][49][50][51]
- Мэр Иерусалима Баркат, Нир
- Лидер Гистадрута Офер Эйни
- Председатель объединения местных самоуправлений Шломо Бохбут

## Опросы общественного мнения
Согласно опросам общественного мнения, протесты пользуются широкой поддержкой среди израильского населения. Их поддерживает около 98 % сторонников партии Кадима, находящейся в оппозиции, и 85 % сторонников партии Ликуд, возглавляющей правящую коалицию.

## Критика
Ури Элицур, заместитель редактора газеты «Макор Ришон» (израильская правая религиозная газета), ветеран израильской журналистики:
«Палаточный протест» организован левыми политическими партиями и движениями с одной-единственной целью — свергнуть правительство Нетаньяху, давшее достойный отпор администрации Барака Обамы и де-факто остановившее стремительное скатывание Израиля в границы 1967 года.
В газете «Исраэль Хайом» (израильской газете с правым уклоном) с первых дней протеста публикуются материалы, «разоблачающие» стоящих за лидерами протеста «крайне левых политических манипуляторов» и финансируемые из-за рубежа фонды, материально поддерживающие крайне левые израильские политические движения.
В интервью государственному радио Израиля Ципи Ливни (партия Кадима), лидер оппозиции, обвинила правительство Нетаньяху в жилищном кризисе. Она призвала заменить нынешнее правительство другим, более социально направленным.
Офир Акунис (партия Ликуд) отметил, что Ципи Ливни не так давно занимала пост министра строительства в правительстве Ариэля Шарона. Акунис также напомнил, что именно в тот период строительство социального жилья практически не велось, в связи с чем ответственность за создавшуюся ситуацию лежит также на Ливни.
Моше Фейглин (партия Ликуд), общественный и политический деятель, заявил:
…Я не могу поддержать этот протест, поскольку он на самом деле не является протестом против нехватки жилья. Лидеры протестующих не заинтересованы в реальных решениях этой реальной проблемы, касающейся всех граждан. Определенные политические движения используют создавшееся бедственное положение в целях идеологической войны…

## Результаты
- 31 июля. По сообщению экономического издания «Глобс», премьер-министр Израиля Биньямин Нетаньяху распорядился создать специальную экспертную комиссию, для проверки возможности уменьшения косвенных налогов, что позволит снизить цены. Речь идет о снижении акцизного налога, позволяющего снизить цены на горючее и на электроэнергию.

Министерству финансов и министерству инфраструктуры отдано распоряжение найти способ затормозить рост цен на горючее. Рассматривается возможность снизить таможенную пошлину, что должно уменьшить цены на импортные товары.
Комиссия проверит, как можно облегчить положение работающих матерей, серьёзная часть зарплаты которых сегодня уходит на оплату услуг няни или яслей.
- 13 ноября. По оценкам государственного оценщика, цены на квартиры в Израиле снизились. В частности, цены на квартиры в Тель-Авиве упали на 6 процентов, в Беэр-Шеве и Бат-Яме — на 4 %[58]. Одной из основных причин называют палаточный протест[59][60].